# Извоз
Извоз је продајa произведене робе у иностранству. Извоз је огледало увоза због тога што је операција куповине из једне земље „А” у другу земљу „Б” исто као и продаја из земље „Б” у земљи „А”.

## Економски значај
Ова економска и комерцијална активност се сматра веома важном. Посебно кључно средство за стицање валуте, што је за земљу битно средство економске и финансијске интервенције (на пример, набавка опреме или набавка основних производа ). Поред тога, извоз омогућава подстицање привреде стимулирајући рад са другима и обезбеђујући одрживост компанија које су у контексту глобализације повезане на светском тржишту.

## Предлози за бољи извоз
Предлози су склопљени домену држава и смишњени су из искуства извозних стручњака. Сви ови предлози представљају политику подршке извозу.
Међународне трговачке компаније:
- Подстицати партнерства између различитих индустријских и финансијских група ради стварања моћних и ефикасних трговинских група.

Међународни преговори:
- Користити мрежу станица за економску експанзију.
- Ограничити масовни увоз сировина (нафте, угља, целулозе, итд.) развијањем рециклаже .

Истраживање и обрада информација:
- Стварање и пружање значајних ресурса пара-јавним телима за тражење информација о финансијским структурама страних конкурената: њихова финансијска површина и њихове подршке, механизми њиховог финансирања и осигурања кредита.
- Организовање групних путовања за неколико компанија у иностранству

Обука:
- Подстакнути развој практичних, конкретних и индустријских вештина за продаваче и саветнике у иностранству, ослањајући се на позиције економског ширења.
- Подстакнути обуку на страним језицима, техникама и стратешкој и извозној култури руководилаца предузећа.

## Извоз из Србије
Од 100% извоза који полазе из Србије, 67% производа је извожено у земљама Европске уније. Друге земље у којима Србија извози своје производе су земље које су склопиле централноевропски уговор о слободној трговини (Албанија, Босна и Херцеговина, Северна Македонија, Молдавија, УНМИК у име Републике Косово и Црна Гора).